# Dioscorea bridgesii
Dioscorea bridgesii là một loài thực vật có hoa trong họ Dioscoreaceae. Loài này được Griseb. ex Kunth mô tả khoa học đầu tiên năm 1850.